# Ivan Hlinkas minnesturnering 2009
Ivan Hlinkas minnesturnering 2009 var en ishockeyturnering öppen för manliga ishockeyspelare under 18 år. Turneringen spelades 11 till 15 augusti 2009 i Břeclav, Tjeckien samt i Piešťany, Slovakien. Kanada vann deras femte turneringsseger på sex år och dessutom deras fjortonde gulmedalj i turneringen genom historien. Kanada slog Ryssland i finalen med 9-2 medan Sverige erövrade bronsmedaljer genom att slå USA med, likaledes, 9-3. Detta är andra året i rad som medaljörerna är Kanada, Ryssland, Sverige och i den ordningen.

## Gruppindelning
De åtta deltagande nationerna är indelade i två grupper:
- Grupp A i Břeclav, Tjeckien:  Sverige,  Kanada,  Schweiz, och  Tjeckien
- Grupp B i Piešťany, Slovakien:  Finland,  Ryssland,  USA och  Slovakien

### Gruppspel A
Grupp A
| Datum           | Match              | Res.  | Perioder      | Spelort |
| --------------- | ------------------ | ----- | ------------- | ------- |
| 11 augusti 2009 | Kanada - Sverige   | 3 - 2 | 0-1, 2-0, 1-1 | Břeclav |
| 11 augusti 2009 | Tjeckien - Schweiz | 2 - 0 | 0-0, 0-0, 2-0 | Břeclav |
| 12 augusti 2009 | Schweiz - Kanada   | 3 - 6 | 2-2, 1-2, 0-2 | Břeclav |
| 12 augusti 2009 | Tjeckien - Sverige | 1 - 4 | 1-1, 0-2, 0-1 | Břeclav |
| 13 augusti 2009 | Schweiz - Sverige  | 2 - 5 | 0-2, 1-2, 1-1 | Břeclav |
| 13 augusti 2009 | Tjeckien - Kanada  | 0 - 9 | 0-2, 0-4, 0-3 | Břeclav |

| Grupp A  | Matcher | Vunna | Oavgjorda | Förlorade | Mål    | Poäng |
| -------- | ------- | ----- | --------- | --------- | ------ | ----- |
| Kanada   | 3       | 3     | 0         | 0         | 18 - 5 | 9     |
| Sverige  | 3       | 2     | 0         | 1         | 11 - 6 | 6     |
| Tjeckien | 3       | 1     | 0         | 2         | 3 - 13 | 3     |
| Schweiz  | 3       | 0     | 0         | 3         | 8 - 13 | 0     |

### Gruppspel B
Grupp B
| Datum           | Match                | Res.  | Perioder              | Spelort  |
| --------------- | -------------------- | ----- | --------------------- | -------- |
| 11 augusti 2009 | USA - Ryssland       | 3 - 4 | 2-1, 1-3, 0-0         | Piešťany |
| 11 augusti 2009 | Slovakien - Finland  | 7 - 2 | 3-2, 3-0, 1-0         | Piešťany |
| 12 augusti 2009 | Finland - USA        | 2 - 3 | 1-0, 0-2, 1-1         | Piešťany |
| 12 augusti 2009 | Slovakien - Ryssland | 1 - 7 | 0-4, 1-1, 0-2         | Piešťany |
| 13 augusti 2009 | Finland - Ryssland   | 4 - 8 | 0-2, 2-2, 2-4         | Piešťany |
| 13 augusti 2009 | Slovakien - USA      | 6 - 7 | 1-2, 3-3, 2-1, 0-1 ot | Piešťany |

| Grupp B   | Matcher | Vunna | Oavgjorda | Förlorade | Mål     | Poäng |
| --------- | ------- | ----- | --------- | --------- | ------- | ----- |
| Ryssland  | 3       | 3     | 0         | 0         | 19 - 8  | 9     |
| USA       | 3       | 1     | 1         | 1         | 13 - 12 | 5     |
| Slovakien | 3       | 1     | 1         | 1         | 14 - 16 | 4     |
| Finland   | 3       | 0     | 0         | 3         | 8 - 13  | 0     |

## Finalomgång
| Datum              | Match                | Res.  | Periodres.    | Spelort  |
| ------------------ | -------------------- | ----- | ------------- | -------- |
| Match om 7:e plats |                      |       |               |          |
| 15 augusti 2009    | Finland - Schweiz    | 1 - 5 | 0-2, 1-0, 0-3 | Piešťany |
| Match om 5:e plats |                      |       |               |          |
| 15 augusti 2009    | Slovakien - Tjeckien | 3 - 4 | 1-0, 2-1, 0-3 | Piešťany |
| Bronsmatch         |                      |       |               |          |
| 15 augusti 2009    | Sverige - USA        | 9 - 2 | 2-0, 5-2, 2-0 | Břeclav  |
| Final              |                      |       |               |          |
| 15 augusti 2009    | Ryssland - Kanada    | 2 - 9 | 1-2, 1-4, 0-3 | Břeclav  |

## Slutställning
| 2009   | 2009      |
| ------ | --------- |
| Guld   | Kanada    |
| Silver | Ryssland  |
| Brons  | Sverige   |
| 4.     | USA       |
| 5.     | Tjeckien  |
| 6.     | Slovakien |
| 7.     | Schweiz   |
| 8.     | Finland   |